# Machasa
Manufacturas Chilenas de Algodón S.A., más conocida por su acrónimo Machasa, fue una empresa chilena dedicada al rubro textil con sede en Santiago de Chile, en la Región Metropolitana de Santiago. Fue fundada en 1935 y durante años fue una de las principales industrias textiles de Latinoamérica.

## Historia
La empresa Yarur Hermanos fue fundada por los palestinos Juan Yarur Lolas y sus hermanos Saba y Nicolás en 1937, en un periodo de promoción de la industria nacional tras la crisis provocada por la Gran Depresión. En los años 1950, la empresa pasó a sus hijos Jorge, Amador y Carlos Yarur Banna.
En la década de 1960 la compañía se transformó en la Manufactura Chilena de Algodón S.A. (Machasa), misma década en que logró su apogeo, siendo la actividad de la empresa textil el 11 % de la toda la producción nacional, de los cuales Machasa representaba el 70 %. De acuerdo con Gerhard Reinecke, la alta producción se debió en parte a «la incorporación de nuevos métodos de organización laboral inspirados en el sistema taylorista, los que promovieron el estudio de los tiempos de trabajo, su organización y división».
El 26 de abril de 1971, la fábrica amaneció tomada por sus trabajadores, con un cartel que dice: «Yarur. Territorio libre de explotación». La empresa fue posteriormente expropiada por el gobierno de la Unidad Popular, el 7 de abril de 1972. Tras el golpe de Estado de 1973, la dictadura militar devolvió la fábrica a la familia Yarur. La textilera pasó a la quiebra en 1982, en el contexto de una importante crisis económica, lo cual sumado al ingreso a Chile de importaciones textiles desde India y China, de costo menor a las producciones nacionales, llevaron al cierre definitivo de Machasa en 1990.

## Ubicación y edificación

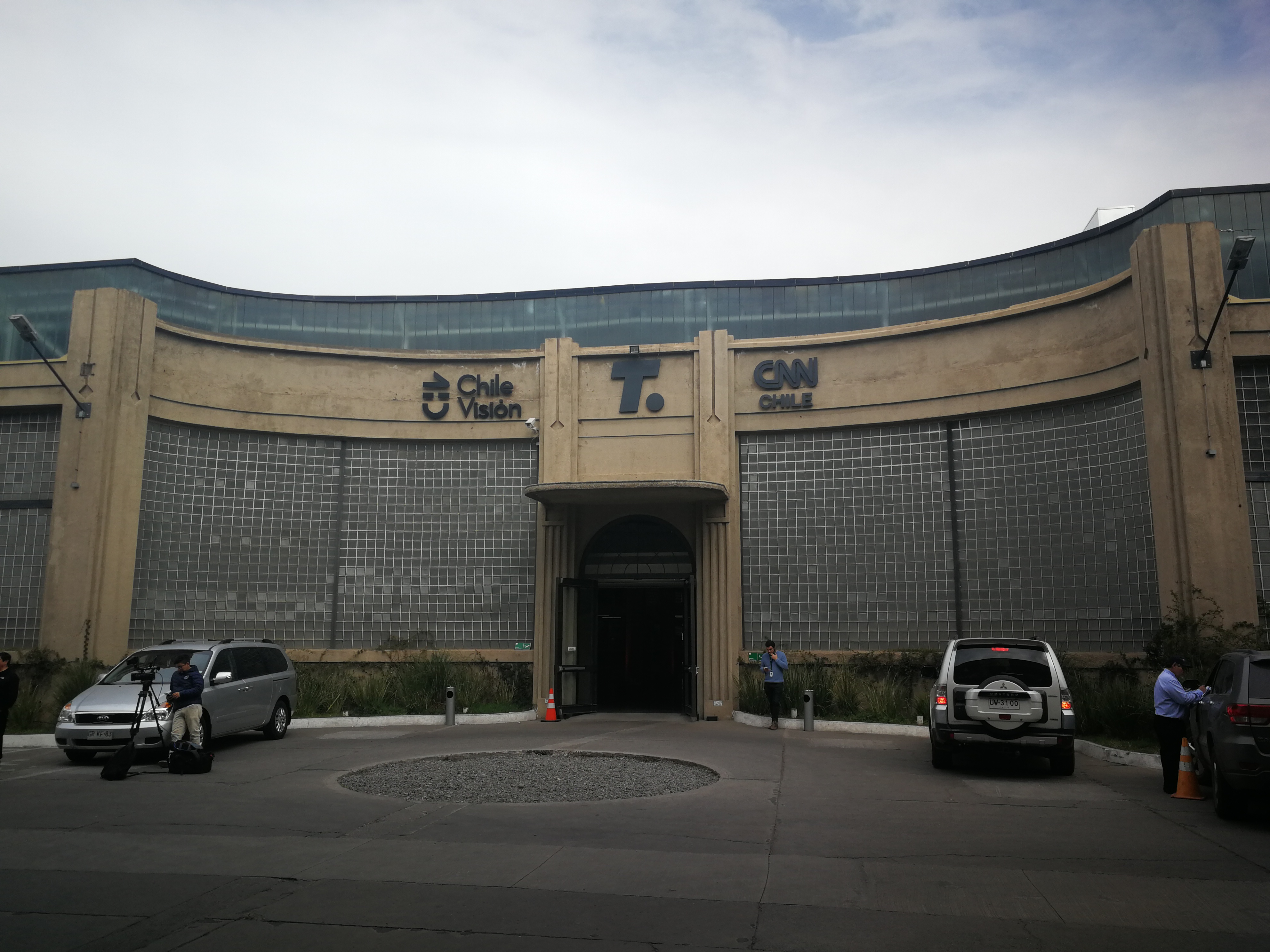
Edificio que albergó a la fábrica de Machasa, hoy sede de Warner Bros. Discovery Chile y de Paramount Networks Americas.

La exfábrica de Machasa se ubica en Av. Pedro. Montt N.º 2354, comuna de Santiago, al sur del Club Hípico. El barrio que la circunda recibe el mismo nombre de la empresa. El edificio Machasa, es uno de los significativos edificios industriales que, a través de su envergadura, relevancia social (trabajaban en ella cerca de 4000 empleados los cuales formarán un importante movimiento obrero) y forma, representa este período de cambio y modernización.
El edificio de la ex Machasa es parte del legado de la arquitectura moderna, la cual en Chile prolifera en la primera mitad del siglo XX y representa un momento de cambio en la base económica y en el posicionamiento social, en donde la clase media trabajadora comienza a formar parte del sistema de toma de decisiones.
En 2007 las instalaciones fueron adquiridas por el empresario y político Sebastián Piñera, y estas a su vez fueron compradas en 2010 por Time Warner, siendo desde 2016 ocupadas como los estudios de Warner Bros. Discovery Chile, que incluyen los canales de televisión Chilevisión (actualmente vendida a Paramount Global), CNN Chile y TNT Sports.